# Кієкбаєвська сільська рада
Кієкба́євська сільська рада (башк. Кейекбай ауыл советы, рос. Киекбаевский сельский совет) — муніципальне утворення у складі Бурзянського району Башкортостану, Росія. Адміністративний центр — присілок Кієкбаєво.

## Населення
Населення — 853 особи (2019, 821 в 2010, 817 в 2002).

## Склад
До складу поселення входять такі населені пункти:
| Населений пункт         | Населення, осіб (2002) | Населення, осіб (2010) |
| ----------------------- | ---------------------- | ---------------------- |
| Акбулатово, присілок    | 10                     | 5                      |
| Гадельгареєво, присілок | 441                    | 435                    |
| Кієкбаєво, присілок     | 280                    | 296                    |
| Міндігулово, присілок   | 86                     | 85                     |